# Fiorenzo Senese
Fiorenzo Senese (Padova, 19 agosto ...) è uno scenografo, sceneggiatore, costumista e produttore cinematografico italiano.

## Biografia
Ha vinto il Nastro d'argento per la migliore scenografia nel 1976 con il film Divina creatura, regia di Giuseppe Patroni Griffi; successivamente ha vinto il Nastro d'argento per la migliore scenografia nel 1981 con il film Passione d'amore regia di Ettore Scola.

## Filmografia

### Scenografo
- Sepolta viva, regia di Aldo Lado (1973)
- Sesso in confessionale (1974)
- Alla mia cara mamma nel giorno del suo compleanno, regia di Luciano Salce (1974)
- Divina creatura, regia di Giuseppe Patroni Griffi (1975)
- La mazurka del barone, della santa e del fico fiorone, regia di Pupi Avati (1975)
- Quelle strane occasioni, Italian Superman, regia di Nanni Loy (1976)
- Melodrammore, regia di Maurizio Costanzo (1978)
- Tutto suo padre, regia di Maurizio Lucidi (1978)
- Un dramma borghese, regia di Florestano Vancini (1979)
- Cinema (1979)
- Passione d'amore, regia di Ettore Scola (1981)
- Viuuulentemente mia, regia di Carlo Vanzina (1982)
- Sapore di mare, regia di Carlo Vanzina (1983)
- Vacanze di Natale, regia di Carlo Vanzina (1983)
- Scirocco (1987)
- Io, Peter Pan (1989)

### Costumista
- Giornata nera per l'ariete (1971)
- Mio caro assassino (1972)
- Sepolta viva (1973)
- Alla mia cara mamma nel giorno del suo compleanno, regia di Luciano Salce (1974)
- La mazurka del barone, della santa e del fico fiorone (1975)
- Quelle strane occasioni, Italian Superman, regia di Nanni Loy (1976)
- Tutto suo padre (1978)
- Melodrammore (1978)
- Un dramma borghese (1979)
- Desideria: la vita interiore, regia di Gianni Barcelloni Corte (1980)

### Sceneggiatore
- Scirocco, regia di Aldo Lado (1987)
- Ciao ma'..., regia di Giandomenico Curi (1988)
- Mutande pazze, regia di Roberto D'Agostino (1992)
- La prima volta, regia di Massimo Martella (1999)
- Anastezsi (2007)

### Produttore
- Mutande pazze, regia di Roberto D'Agostino (1992)
- La prima volta regia di Massimo Martella (1998)
- La via degli angeli  regia di Pupi Avati (1999)
- Anastezsi regia di Miguel Alcantud (2007)